# Maison de Trie
La famille de Trie est une famille de la chevalerie française du Moyen Âge issue des comtes de Beaumont-sur-Oise, dans leur branche cadette des vicomtes de Chaumont-en-Vexin.

## Historique
La famille de Trie tirait son nom du village de Trie-en-Vexin.[réf. nécessaire]

## Les premiers seigneurs
Un cadet de cette famille, Guillaume de Chaumont († avant 1147), hérita vers 1119 de la terre de Trie. Il épousa Marguerite de Gisors et ils eurent :
- Oda,
- Idoine, mariée à Thomas de Tournebu
- Adélaïde, x Anseau/Ansel de L'Isle
- Mathilde,
- Enguerrand II, dit Aiguillon, châtelain de Trie, qui suit.

Enguerrand Aiguillon († v. vers 1206), épousa v. 1174 Heddiva (ou Odévie, Édiève, Basilie) de Mouchy-le-Châtel (fille de Drogon de Mouchy, et veuve de Nivelon III de Pierrefonds, † 1174) ; ils eurent :
- Guillaume, chanoine de Rouen
- Marguerite,
- Jean Ier, châtelain de Trie et de Mouchy, qui suit,
- Pierre,
- Guillaume, chanoine de Rouen,
- Élisabeth, mariée à Guy IV Le Bouteiller de Senlis, sire de Chantilly.

Jean Ier, sire de Trie et de Mouchy, combattant à Bouvines en 1214, mort en 1236, épousa en 2e noces vers 1190 Albéric III de Dammartin, et ils ont :
- Mathieu Ier, comte de Dammartin, qui suit,
- Enguerrand, cité en 1207 et 1237,
- Manassès,
- Eustache,
- Renaud, seigneur de Fontenay-en-Vexin et de/du Vaumain, tige de la branche du maréchal Mathieu de Trie, vue plus loin,
- Philippe, seigneur de Fontenay, x Aliénor, fille de Gaucher III de Nanteuil et de Marie de Brienne-Ramerupt : dont Jeanne de Trie, x Dreux (III ou IV) de Mello-St-Bris (cf. l'article Dreux V ; Postérité),
- Catherine, mariée avant 1219 à Guillaume, seigneur de Caéton,
- Jeanne, mariée à Robert IV Bertrand, seigneur de Bricquebec.

## Comtes de Dammartin
En 1258, Mathilde de Dammartin, comtesse de Dammartin, de Boulogne et d'Aumale et nièce d'Aelis de Dammartin ci-dessus, décéda sans postérité. Plusieurs héritiers s'affrontèrent pour recueillir son héritage. Le Parlement de Paris régla la succession en 1262 et accorda le comté de Dammartin à Mathieu de Trie.
Mathieu Ier de Trie († 1272), châtelain de Mouchy en 1224, sire de Trie et de Mouchy en 1241, seigneur du Plessis-Billebaut en 1251 et comte de Dammartin en 1259. Il épouse Marsilie de Montmorency, qu'on dit fille de Mathieu III, seigneur de Montmorency, et de Jeanne de Brienne ; ils ont :
- Renaud de Trie, seigneur de Fontenay
- Philippe (Ier) de Trie, seigneur du Plessis-Billebaut, (de Mouchy) et de Mareuil,
  - père de Renaud (Ier) († ap. 1298), x 1285 Marguerite (1256-ap.1290), fille de Guillaume de Courtenay-Champignelles et veuve de Raoul III d'Estrées, d'où : Renaud II, maréchal de France († v. 1324), postérité.
- Jean II, comte de Dammartin, qui suit,
- Simon, chanoine à Beauvais, puis diacre à Mortain, sgr. de Gouvieux.
- Thibault de Trie, seigneur de Sérifontaine, marié à Jeanne de Boury, dame de Sérifontaine et de Villarceaux (voir ci-après).

Jean II de Trie, comte de Dammartin (Jean Ier) et sire de Mouchy, tué lors de la bataille des Éperons d'or le 11 juillet 1302 (ou à Mons-en-Pévèle en août 1304 ?), fils des précédents, épousa d'abord Ermengarde, puis Yolande de Dreux (v. 1243 † 1313), fille de Jean Ier, comte de Dreux, et de Marie de Bourbon-Dampierre. ils eurent :
- Renaud de Trie, comte de Dammartin, qui suit
- Jean (III) de Trie († 1327), sénéchal de Toulouse et d'Albi, sgr. de Mouchy (il en regroupe les différentes parts en 1310), marié à N. de Chambly : Père de Mathieu (II) († av. 1360), Renaud († av. 1350), et Jean (IV) de Trie (chanoine de Mouchy, archidiacre de Châlons en 1362 ; † av. 1368) : seigneurs de Mouchy, et Eléonore (x Robert de St-Clair du Plessis-le-Veneur († v. 1356), le tuteur — oncle ou grand-père — de Jean II Bruneau, époux de Marie de Trie-Sérifontaine ci-dessous). Mouchy est alors héritée par la branche du maréchal Renaud (du Plessis-Billebaut) ci-dessus
- Mahaut de Trie, mariée en 1298 à Henri II de Vergy, sgr. de Champlitte et Fouvent († 1333) : Antoine de Vergy ci-dessous est leur arrière-petit-fils

Renaud de Trie († 1316/1319), comte de Dammartin (Renaud II), marié vers 1290 à Philippe (prénom épicène) de Beaumont-en-Gâtinais. De cette union sont nés :
Renaud, comte de Dammartin (Renaud III) († 1327), x 1319 Polie de Poitiers : sans postérité ; et son frère :
Jean III de Trie († 1336/1338), comte de Dammartin (Jean II), époux de Jeanne de Sancerre, fille du comte Jean II de Sancerre. De cette union sont nés :
Charles Ier de Trie, comte de Dammartin († ap. 1394), x av. 1351 Jeanne d'Amboise, vicomtesse de Châteaudun, dame de Mondoubleau et de Nesle, dont :
- Jeanne de Trie, dame de Mondoubleau, x v. 1381 Jean de Vienne de Longwy († 1399 sans postérité ; fils de Jacques II, fils de Jacques Ier, lui-même arrière-petit-fils de Philippe de Vienne) ; et :
- Blanche de Trie, comtesse de Dammartin († v. 1402), dame de Nesle et Mondoubleau, x v. 1400 Charles Bureau de La Rivière († 1432) : sans postérité. Mais Charles conserve le comté jusqu'en 1418 (Charles II de Dammartin), et doit alors le céder à Antoine de Vergy (1375-1439).

Jacqueline de Trie († 1385/1388), sœur du comte Charles de Trie, mariée vers 1350 à Jean Ier de Châtillon-Porcien, arrière-petit-fils de Gaucher V, dont :
- Jean II de Châtillon-Porcien : sans alliance, il vend son comté de Porcien à Louis d'Orléans vers 1395/1400 ; et :
- Marguerite de Châtillon-Porcien, comtesse de Dammartin, x Guillaume du Fayel, vicomte de Breteuil : Suite des comtes de Dammartin.

## Autres parents
- Au XIIIe siècle, un trouvère normand du nom de Jean de Trie combattit à la bataille de Bouvines.
- Branche issue de Renaud de Trie, sire de Fontenay-en-Vexin et de/du Vaumain, fils puîné de Jean Ier de Trie († 1236) ; Père de :
  - Mathieu (Ier) de Trie, sgr. de Fontenay ; père de Mathieu II ; père de Mathieu III (x Jeanne de Vieuxpont) ; père de Jean et de Renaud de Trie, seigneurs de Fontenay ; Guillaume de Trie, fils de Renaud et de Marie d'Hangest, mourut en 1415 à Azincourt : il était le mari d'Isabelle Malet de Graville, grand-tante de Jean, et peut-être le père de *Louis de Trie († v. 1420), chambellan de Charles VI
  - Renaud de Trie († 1302 à Courtrai), sire de Vaumain, épouse Jeanne de Hodenc, dont :
    - des ecclésiastiques : Agnès/Anne de Trie († v. 1348/1352), abbesse de Port-Royal en 1336 ; Guillaume de Trie († 1331), évêque de Bayeux, archevêque de Reims ; et :
    - Mathieu de Trie († 1344), seigneur de Vaumain et d'Araines, fait maréchal de France vers 1320, il fut, sous Charles IV le Bel, l'un des négociateurs du traité de Paris (1327). En 1328, il assiste au sacre de Philippe de Valois et prend une part active aux guerres de ce roi. Il épouse en premières noces en 1316 Jeanne, dame d'Araines, veuve de Raoul de Soissons, vicomte d'Ostel (fils cadet de Jean III de Soissons-Nesle, et frère du comte Jean IV) ; puis en secondes noces, le 2 septembre 1332, Ide Mauvoisin de Rosny. Mathieu de Trie meurt le 26 novembre 1344, sans postérité.
- Branche de Sérifontaine : Thibaut de Trie, dernier fils de Mathieu de Trie († 1272 ; seigneur de Trie et Mouchy, comte de Dammartin) et de Marsilie de Montmorency, épousa Jeanne de Bouris, dame de Sérifontaine, Boisemont et Villarceaux. Ils eurent un fils, Regnaud ou Regnault ou Renaud, qui suit :
  - Regnaud ou Regnault ou Renaud de Trie dit Lohier, seigneur de Sérifontaine. En 1328, il servit le roi en Flandre. Il eut 2 enfants de sa femme Marguerite de La Rouë :
    - Jean de Trie et autres enfants
    - Mathieu de Trie dit Macé ou Lohier se trouva à l'ost de Breteuil en Normandie en août 1356. Il servit en Bretagne en 1364 dans la compagnie du comte de Dammartin son cousin (Charles), sous le connétable du Guesclin. Il épousa en premières noces Jeanne, fille du seigneur de Blaru, puis en secondes noces Jeanne, fille de Gui IV, sire de La Roche-Guyon et de Jeanne Bertrand, vicomtesse de Roncheville. Du premier mariage il eut deux fils et une fille et un fils, et deux filles du second.
      - Renaud de Trie, premier fils issu du premier mariage, seigneur de Saulmont et de Sérifontaine, de Mareil en 1395, chambellan du roi, maître des arbalétriers en 1394-1395, fut nommé amiral de France en 1397. En 1405, atteint de maladie, il cède son office d'amiral à Clignet de Brabant moyennant 15 000 écus d'or. Il collabora avec le maréchal Boucicault au Livre des Cent Ballades. Marié à Jeanne de Bellongnes, il meurt en 1406 sans enfant. Son épouse se remarie avec Jean V Malet de Graville.
      - Jean de Trie († v. 1406), second fils issu du premier mariage, seigneur de Lattainville, chambellan de Charles VI et du duc d'Orléans, peut-être père de *Louis de Trie († v. 1420), chambellan de Charles VI
      - Marguerite de Trie, née du premier mariage, dame d'Esclimont et vicomtesse de Nogent ; x 1° Hue du Boullay-Thierry, et 2° Hervé Le Coich de La Grange de Chaudon
      - Jacques de Trie, premier enfant du second mariage, seigneur de Sérifontaine, de Roulleboise et de Mouchy-le-Châtel (en héritage de la branche de Trie-Dammartin qui en était possessionnée : les Plessis-Billebaut→maréchal Renaud, voir plus haut). Il fut l'un des seigneurs les plus riches de son temps. Marié vers 1403 à Catherine, fille de Philippe Le Jay de Fleurigny, il acquiert en 1408 de Jean Malet seigneur de Montaigu et de sa femme Jeanne de Bellongues, veuve de l'amiral Renaud de Trie, la moitié de la terre de Mareil-en-France et la moitié du fief noble de Chantilly. En 1410, Jacques de Trie achète au sire de La Ferté-Frênel la terre de Villarceaux. Le 2 décembre 1431, le roi d'Angleterre lui fait rendre la terre de Roulleboise après la mort de Philippe Granche, chevalier auquel elle avait été donnée en 1419. En effet, Jacques de Trie paya son refus de reconnaître le roi d'Angleterre par la confiscation, par celui-ci, de ses biens. Finalement en 1431, année ou Henri VI d'Angleterre est sacré roi de France en l'église Notre-Dame de Paris, Jacques de Trie possédait dans le Vexin : la forêt de Thelle, les terres de Sérifontaine, Le Vaumain, Vaudancourt, Lincourt, Lattainville, Lavilletertre, le petit fief de Trie, Magny, Buhy, Omerville, Villarceaux, Limay, Roulleboise, Mousseaux, une partie de Méricourt. Il possédait dans le Beauvaisis la seigneurie de Mouchy-le-Châtel ; en Île-de-France la seigneurie de Boissy-Saint-Léger, Villebon-sur-Yvette, Villiers-sur-Marne ; dans le bailliage d'Amiens Maricourt, Le Quesnoy-en-Artois, Mareuil ; au bailliage de Mantes : Le Quesnoy sur Blaru, et une partie de Jeufosse ; en pays Chartrain la vicomté de Nogent-le-Roi, les seigneuries de Boullay-Thierry, Ruechandon (Chaudon), Vaubrun, Mesnil-Ponceaux et Beauminis (Mesnil ?)-sous-Dourdan ; au bailliage de Gisors, la terre de Fresnel ; des fiefs dans le bailliage de Touraine, dans celui de Caux, dans celui de Rouen : notamment la seigneurie d'Yville, dans le bailliage d'Alençon la seigneurie d'Almenêches. Sur les conseils de son demi-frère aîné Renaud de Trie, amiral de France, il avait épousé, le 20 février 1403, Catherine Le Jay de Fleurigny. Lorsqu'il mourut le 5 octobre 1432, la plupart de ses terres et seigneuries étaient occupées par les Anglais. Il laisse de nombreux enfants, 2 garçons et 8 filles :
        - Jean (V) de Trie, seigneur de Sérifontaine, Mouchy etc., mort en 1441 sans enfant
        - Philippe de Trie ou Philippot de Trie, seigneur de Roulleboise puis de Mouchy. Il eut un différend avec la Dame de Boullay-Thierry (voir ci-dessus), et par un arrêt du 4 août 1465, il obtint la succession du château d'Esclimont. Seul successeur à la mort de son frère aîné Jean, il recouvra ses biens après l'expulsion des Anglais en 1453. Marié à Jeanne de Havard, il meurt sans enfants le 23 août 1487
        - Antoinette de Trie, marié en 1437 à Jean d'Estouteville, seigneur de Lamerville
        - Catherine de Trie, dame de Mareil, Lincourt, Vaumain, mariée à Gérard Raoulin, seigneur de la Grange
        - Jeanne de Trie, dame de/du Coudray et de Villarceaux, mariée en 1494 à Martin de Pillavoine, seigneur de Jeufosse, auquel elle apporta la seigneurie d'Yville : Postérité.
        - Marguerite de Trie, dame d'Almenêches, mariée à Pierre, seigneur de Nouyers
        - Mah(i)ette de Trie, x Jean (II, III ou IV) Le Clerc/Leclerc († 1472), sgr. de La Motte de Luzarches, Cours-les-Barres, la Forêt-le-Roi, et semble-t-il de Saint-Sauveur-en-Puisaye, fils du chancelier Jean Le Clerc.
        - Jeanne de Trie dite la Jeune, dame de Buhy, mariée en 1449 à Charles de Mornay, seigneur de Villiers. Parmi leurs descendants à la quatrième génération, on trouve le célèbre Philippe Duplessis-Mornay
        - Robine de Trie, dame de Mouchy et de Sérifontaine, mariée à Thibaut de Maricourt : voir ci-dessous
        - Marie de Trie, mariée à Vincent, seigneur de la Roche-sous-Vitry en Mâconnais : leur fille Perrine, dame d'Yville et la Ville-au-Tartre, épouse Pierre de Courtenay-La Ferté-Loupière.

      - Marie de Trie, née du second mariage, sœur de Jacques, mariée à Jean II Bruneau de Saint-Clair (de St-Clerc) († à Azincourt en 1415), sgr. du Plessis-le-Veneur, capitaine de Mantes (1386), chambellan-maître d'Hôtel du roi, prévôt de Paris en 1410-1411, filleul de Robert et d'Eléonore de Trie-(Dammartin)-Mouchy ci-dessus
      - Jeanne de Trie, née du second mariage, qui épousa en premières noces Jean de Neelle, sgr. de St-Venant (fils de Robert et petit-fils de Guillaume de Nesle et d'Alips de St-Venant, ledit Guillaume étant le frère du maréchal Guy de Nesle et le second fils de Jean de Nesle-Offémont), lequel mourut en 1396 en Hongrie, et en secondes noces Colard d'Estoutevillle d'Austrebosc (fl. 1409).

## Robine de Trie et Thibaut de Maricourt
- Robine de Trie (ci-dessus, fille de Jacques de Trie-Sérifontaine), dame d'Autri, Dame de Trie , de Mouchy, de Sérifontaine, de la Forêt de Thelle, de Lattainville, de la Maille de Trie, de Rolleboise, épousa Thibaut de Maricourt, en Picardie, dont elle était veuve en 1492. De ce mariage elle eut[2] :
  - Jean de Maricourt, seigneur châtelain de Mouchy-le-Châtel (Jean VI), de Maricourt, Rolleboise, Sérifontaine, etc. Capitaine de trois-cents arbalétriers dans Harfleur. Il est mort en 1523 en laissant 7 enfants de sa femme Jacqueline d'Annoy (d'Aulnay) (x 1498 ; une descendante de Philippe), parmi lesquels :
    - Louis de Maricourt († 1531, sans postérité d'Antoinette de Mailly d'Auchy, épousée en 1525, remariée en 1531 à Louis Ier de Rouvroy de St-Simon : ancêtres du mémorialiste), et Jean de Maricourt, baron de Rolleboise et de Mouchy (Jean VII) († 1583). Les archives permettent de retrouver des lettres de François Ier en date du 8 mars 1540 ordonnant au grand-maitre des Eaux et Forêts d'ouvrir une enquête au sujet de coupes de bois et de dégâts commis à main armée au préjudice de Jean de Maricourt, baron de Rolleboise, par les habitants de Freneuse, dans une pièce de bois appelée La Galliche dépendant de la seigneurie de Rolleboise. Jean épouse en 1533 Renée du Quesnel, dont :
      - Françoise de Maricourt, dame de Sérifontaine (x Charles de Rochechouart-Faudoas, baron de St-Amand) ; Claude de Maricourt, dame de Sérifontaine (x Nicolas Rouault de Gamaches, arrière-petit-fils du maréchal Joachim) ; et François de Maricourt (x 1559 Michèle, fille de Claude Robertet, baron d’Alluye(s) et de Bury), dont, entre autres enfants :
        - René de Maricourt, baron de Mouchy-le-Châtel, seigneur de Maricourt, de Rolleboise..., qui se marie avec Louise de Combaut avec laquelle il n'eut pas d'enfant. Il eut pour héritiers les enfants de sa sœur Jacqueline de Maricourt († ap. 1600), femme en 1595 de Nicolas de Préteval/de Presteval : d'où Claude de Préteval, qui épouse en 1629 Robert Aubéry de Vatan. Mais la baronnie de Mouchy est cédée par leur fils Claude Aubéry de Vatan (v. 1630-1686) à Antoine Boyer (1586-1642), sire de Ste-Geneviève et de Villemoisson, père de Louise Boyer (1632-1697) et beau-père du duc Anne de Noailles (1613-1678), d'où les ducs de Mouchy.